# Tsung-Dao Lee
Pour les articles homonymes, voir Lee.
Tsung-Dao Lee (李政道), né le 24 novembre 1926 à Shanghai (république de Chine) et mort le 4 août 2024 à San Francisco (Californie), est un physicien américano-chinois. Il travaille sur la physique nucléaire, en étudiant notamment les particules à haute énergie, et sur la physique statistique.
Chen Ning Yang et lui sont colauréats du prix Nobel de physique de 1957 pour leur travail sur la violation de la parité, dans les désintégrations β. Ils sont les premiers Chinois à remporter un prix Nobel.

## Biographie
Tsung-Dao Lee est originaire de Suzhou. Il est né à Shanghai, où il a étudié jusqu'au lycée. Son éducation universitaire a commencé à l'université de Zhejiang, mais elle a été interrompue en raison de la guerre. Lee rejoint l'université de Chicago en 1946, où il obtient son doctorat sous la direction d'Enrico Fermi. Il devient professeur assistant à l'université Columbia en 1953, et trois ans plus tard, à 29 ans, il devient le plus jeune professeur à plein temps de l’université. Il reste jusqu'à la fin de ses jours un membre éminent de Columbia où il a obtenu le grade le plus prestigieux : University Professor en 1984.
En 1957, à 31 ans, il remporte le prix Nobel de physique en collaboration avec Chen Ning Yang « pour leur étude approfondie de la dénommée loi de parité qui a mené à d'importantes découvertes à propos des particules  élémentaires ». Ces théories ont été vérifiées expérimentalement par Chien-Shiung Wu.
Peu de temps après le rapprochement sino-américain, Lee et sa femme, Hui-Chun Jeannette Chin (秦惠莙) retournent en Chine, où Lee donne plusieurs leçons et séminaires. En 1998, Lee crée le Chun-Tsung Endowment Fund à Pékin en l'honneur de son épouse, décédée trois ans auparavant. Des bourses Chun Tsung sont ainsi offertes aux étudiants avant leur diplôme, dans cinq universités chinoises. Les étudiants sélectionnés pour une telle bourse sont ainsi nommés « boursiers de Chun-Tsung ».
Lee et sa femme Chin se sont mariés en 1950, et ont eu deux enfants, James et Stephen.

## Publications
- (en) T.D. Lee, Particle Physics and Introduction to Field Theory : Revised and Updated First Edition, Newark, Harwood Academic Publishers, 1981, 1re éd., 886 p., relié (ISBN 978-3-7186-0032-8, lire en ligne)
- (en) T.D. Lee et Feinberg, G., Selected Papers, Vols 13, Boston; Bâle; Stuttgart, Birkhauser, 1986, 3 p. (ISBN 978-0-8176-3344-8, LCCN 86006169)
- (en) T.D. Lee, Ed. R. Novick : Thirty Year's Since Parity Nonconservation, Boston; Bâle; Stuttgart, Birkhauser, 1988 (ISBN 978-0-8176-3375-2, LCCN 87025009)
- (en) T.D. Lee, Symmetries, Asymmetries, and the World of Particles, Seattle, University of Washington Press, 1988, 66 p. (ISBN 978-0-295-96519-2, LCCN 87023217, lire en ligne)
- (en) T.D. Lee et Ren, H. C.; Pang, Y., Selected Papers, 1985-1996, Amsterdam, Gordon and Breach, 1998, 880 p. (ISBN 978-90-5699-609-3, lire en ligne)
- (zh) T.D. Lee, Science and Art, Shanghai, Shanghai Scientific and Technical Publisher, 2000, 1re éd. (ISBN 978-7-5323-5609-6, LCCN 2003392345)
- (zh) T.D. Lee, The Challenge from Physics, Pékin, China Economics Publisher, 2002, 57 p. (ISBN 978-7-5017-5622-3, OCLC 298626050)
- (zh) T.D. Lee et Cheng, Ji; Huaizu, Liu; Li, Teng, Response to the Dispute of Discovery of Parity Violation, Lanzhou, Hong Kong, Gansu Science and Technology Publishing House, 2004, 271 p. (ISBN 978-7-5424-0929-4, OCLC 302126487)